# تكون الليمفاويات (الطب)
تكون الليمفاويات أو تكون الأغشية الليمفاوية أو ليمفوبويسيز، (بالإنجليزية:Lymphopoiesis أو lymphocytopoiesis) هو توليد الخلايا الليمفاوية، أحد الأنواع الخمسة لخلايا الدم البيضاء (WBC). ويُعرف أيضاً باسم تكوين الدم الليمفاوي.
قد تؤدي الاضطرابات في تكوين اللمفاويات إلى عدد من الاضطرابات التكاثرية اللمفاوية، مثل الأورام اللمفاوية وسرطان الدم الليمفاوي.

## المصطلحات
تصنف الخلايا الليمفاوية (بالإنجليزية: LYMPHOCYTES) ضمن سلالة اللمفاويات (lymphoid) على عكس سلالات خلايا الدم الأخرى مثل السلالات النخاعية وسلالة الكريات الحمر.

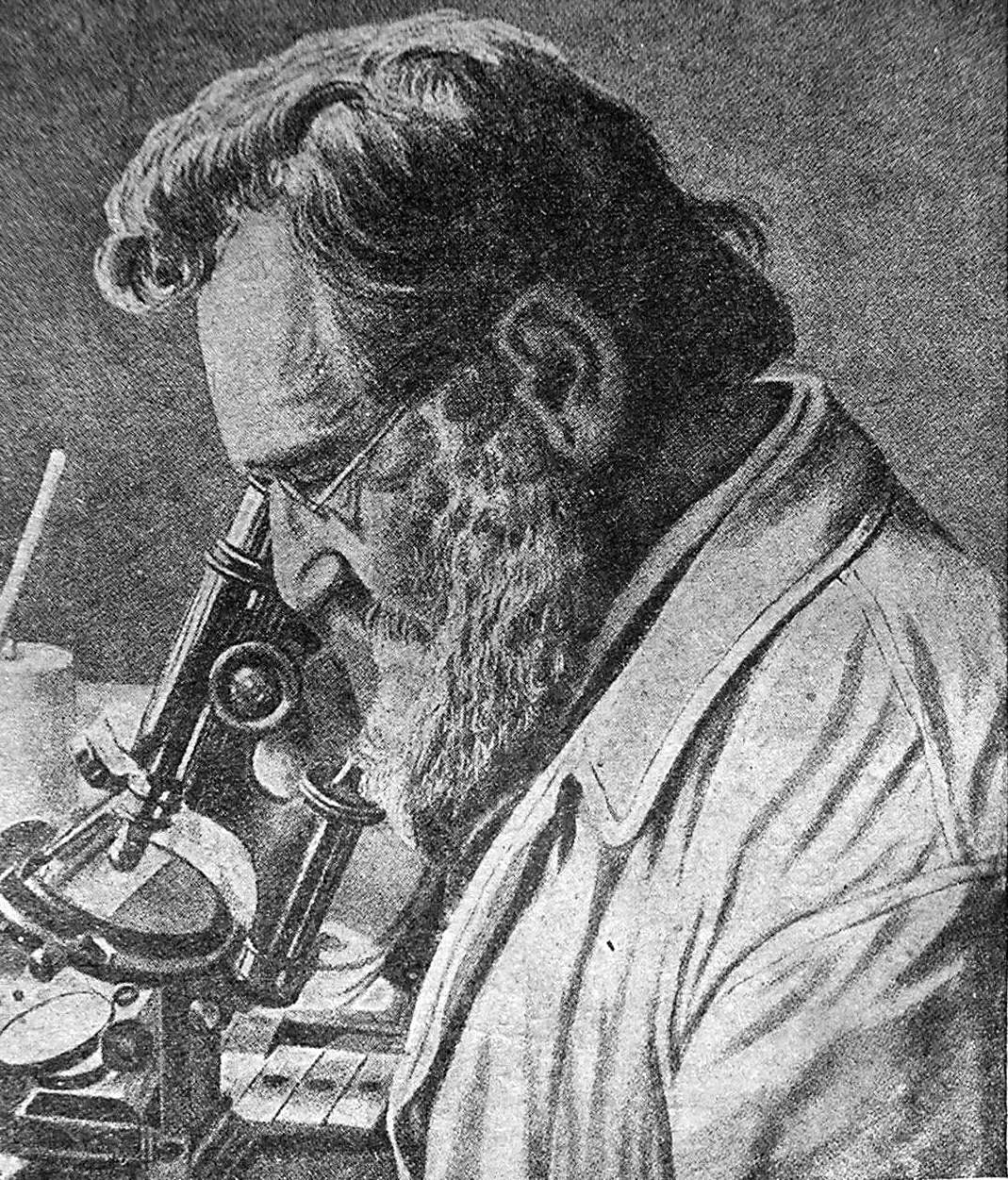
إيلي ميتشنيكوف: رائد علم المناعة

التسمية، نظام تسمية الأشياء بشكل صحيح، في هذه الحالة يعتبر ذو أهمية، لأنه على الرغم من أن الخلايا الليمفاوية تتواجد في مجرى الدم وتنشأ في نخاع العظام، إلا أنها تنتمي بشكل أساسي إلى الجهاز اللمفاوي المنفصل الذي يتفاعل مع الدورة الدموية.
يُستخدم المصطلح Lymphopoiesis بالتناوب مع المصطلح "lymphocytopoiesis" - تكوين الخلايا الليمفاوية - لكن المصادر الأخرى قد تميز بين الاثنين، مشيرة إلى أن "lymphopoiesis" تشير أيضًا إلى تكوين الأنسجة اللمفاوية، بينما "lymphocytopoiesis" تشير فقط إلى تكوين الخلايا في هذا النسيج. من النادر الآن أن يشير مصطلح (lymphopoiesis) إلى تكوين الأنسجة اللمفاوية.
يشير تكوين النخاع (بالإنجليزية: Myelopoiesis)‏إلى `` توليد خلايا من سلالة النخاع الشوكي (بالإنجليزية: myeloid)‏ '' ويشير تكوين الكريات الحمر (بالإنجليزية: erythropoiesis)‏ إلى `` توليد خلايا من سلالة الكريات الحمر '' وما إلى ذلك، لذلك تطور الاستخدام الموازي حيث يشير تكوين اللمفاويات إلى `` توليد الخلايا من سلالة اللمفاويات ''.
لقد أوضحت الملاحظات حول الأبحاث التي تعود إلى أكثر من 100 عام الفئتين العظيمتين من WBC - النخاع الشوكي والليمفاوي - وقد نتج عن هذه الدراسات تطورات كبيرة في الطب والعلوم. كان من الطبيعي أن نسأل أين نشأت هاتان الفئتان العظيمتان من الخلايا، وبعد الكثير من العمل تم عزل وتعريف نوعين من الخلايا مع بعض خصائص الخلايا الجذعية القوية - CMP ، سلف النخاع الشائع و CLP ، السلف اللمفاوي الشائع للفئران.  لكن العلم هو لعبة مضافة وقد وجد في النهاية أن هذه السلالات لم تكن فريدة من نوعها، علاوة على أن العائلتين الكبيرتين من النخاع الشوكي والليمفاوي لم تكن مفصولة، بل شجرتان عائليتان متشابكتان جزئيًا. هذا أكثر من مجرد تسميات، إنه علم جديد يقدم تحديات التعقيد ولكنه يقدم آفاقًا جديدة للعلوم الحيوية ووعدًا بالتحسين المبكر لقضايا الصحة العامة والخاصة. ويعطي نظرة ثاقبة لطبيعة التكرار والتداخل في جهاز المناعة ويلمح إلى كيفية استخدام هذا للاستفادة.

## الهدف
يعد الفقدان الجزئي لوظيفة أي نوع من خلايا الدم البيضاء أو فقدانها أمرًا صحيًا خطيرًا، كما أن تكوين اللمفاويات ضروري للغاية للحياة. اللمفاويات الناضجة هي جزء هام من الجهاز المناعي (باستثناء الذاكرة B والخلايا T)، هذا الجهاز المناعي الذي يمتلك عمر قصير يُقاس بأيام أو أسابيع، ويجب أن تتولد بشكل مستمر طوال الحياة من خلال انقسام الخلايا والتمايز من الخلايا مثل أسلاف اللمفاويات المشتركة (CLPs) في الفئران. إذا فشل هذا النظام، فسيكون الجسم غير محمي إلى حد كبير من العدوى.
المجموعة التي تتألف من خلايا CLP وأسلاف مماثلة هم أنفسهم من نسل الخلايا الجذعية المكونة للدم (pHSC) (بالإنجليزية: pluripotential hemopoietic stem cell) القادرة على توليد جميع أنواع الخلايا في نظام خلايا الدم الكامل. على الرغم من قدرتها الرائعة على توليد مجموعة كاملة من الخلايا الليمفاوية، فإن معظم الخلايا السليفة ليست خلايا جذعية حقيقية، ومع ذلك، يجب تجديدها باستمرار عن طريق التمايز عن الخلية الجذعية pHSC. 
يُشار أيضًا إلى العديد من الخلايا السلفية باسم الخلايا العابرة (بالإنجليزية: transit cells)،   تسمى أحيانًا أيضًا خلايا تضخيم العبور، ومعنى هذا المصطلح أن الخلية العابرة قد تجد سلالة فرعية جديدة ولكن عدد الخلايا الناتجة محدود تمامًا (على الرغم من أنه من المحتمل أن يكون كبيرًا جدًا، وحتى تريليونات حتى الآن محدود) ويتم إنهاء السلالة بواسطة الخلايا التي تموت (عن طريق موت الخلايا المبرمج) أو تظل كخلايا لم تعد قادرة على الانقسام. أمثلة على هذه الخلايا هي CFUs (وحدات تشكيل مستعمرة (بالإنجليزية: Colony-forming units)‏ - يشار إليها على هذا النحو بسبب قدرتها على تكوين مستعمرات في المختبر في وسط اصطناعي) مثل CFU-T.
في الفئران، يمكن أن يعيد زرع خلية جذعية منتجة لخلايا الدم (pHSC) واحدة تشكيل مضيف مشع شبه مميت (أي أن الفأرالذي تم تعريضه للإشعاع بحيث تم قتل جميع الكريات البيض) مع كل هذه السلالات من الخلايا، بما في ذلك جميع أنواع الخلايا الليمفاوية عبر أسلاف اللمفاويات المشتركة (CLPs). هذا معروف منذ أكثر من 40 عامًا.
يستمر تكوين اللمفاويات طوال الحياة ولذا يجب أن تكون الخلايا السلفية والخلايا الجذعية الأم موجودة دائمًا. 

## نظرة عامة
في حالة الثدييات مثل البشر، يبدأ تكوين اللمفاويات بتزويد سلبي محدود من قبل أم الخلايا الليمفاوية والغلوبولين المناعي G الذي يعبر المشيمة ويدخل الجنين لتوفير بعض الحماية ضد مسببات الأمراض، وكذلك الكريات البيض التي تأتي من حليب الثدي وتدخل الدورة الدموية عن طريق الجهاز الهضمي. غالبًا ما يكون غير فعال في منع العدوى عند حديثي الولادة.
ولكن في وقت مبكر من الحمل ، يبدأ الجنين النامي في تكوين اللمفاويات الخاصة به من كبد الجنين. تنشأ اللمفاويات أيضًا من الكيس المحي. هذا على عكس البالغين حيث تنشأ جميع الخلايا الليمفاوية في نخاع العظام.
هناك أربعة أنواع رئيسية من الخلايا الليمفاوية، والعديد من الأنواع الفرعية، ومئات أو آلاف أنواع الخلايا الليمفاوية التي حددها العلماء. تتولد جميعها عن طريق تكوين اللمفاويات الطبيعي أو غير الطبيعي باستثناء بعض السلالات الاصطناعية التي تم إنشاؤها في المختبر عن طريق التطور من سلالات موجودة. على الرغم من أن الخلايا الليمفاوية عادة ما تعتبر ناضجة (كما هو موضح في اختبارات الدم) إلا أنها بالتأكيد ليست خاملة ولكنها قادرة على الالتفاف حول الجسم إلى أي مكان هناك حاجة إليه؛ وعندما تنشأ مثل هذه الحاجة، قد تنشأ جولات جديدة من تكوين اللمفاويات «المصب» مثل تكاثر الخلايا والتمايز، إلى جانب النشاط الانقسامي والاستقلابي المكثف.
هذا ليس موضوعًا بسيطًا. تكهن السير فرانك ماكفارلين بيرنت، الحائز على جائزة نوبل، في نص عام 1976 بعنوان علم المناعة والشيخوخة والسرطان المناعي، أن الجهاز المناعي قد يكون في يوم من الأيام معقدًا مثل الجهاز العصبي. نظرًا لأن إنتاج الخلايا الليمفاوية قريب جدًا من الدور المركزي للاستجابة المناعية ، فمن الحكمة الاقتراب من دراستها ببعض التواضع في مواجهة المهمة، على الرغم من وجود مبادئ عامة تساعد في الفهم.

## معالجة
يمكن النظر إلى تكون اللمفاويات بالمعنى الرياضي كعملية عودية لانقسام الخلية وأيضًا كعملية تمايز، تُقاس بالتغييرات في خصائص الخلايا.
- بالنظر إلى أن الخلايا الليمفاوية تنشأ من أنواع محددة من الخلايا الجذعية المحدودة - والتي يمكن أن نطلق عليها P (للخلايا السلفية) - يمكن لهذه الخلايا أن تنقسم بعدة طرق. هذه هي المبادئ العامة للخلايا الجذعية المحدودة. [1]

بالنظر إلى P على أنها الخلية «الأم»، ولكنها ليست خلية جذعية حقيقية، فقد تنقسم إلى خليتين جديدتين متطابقتين، ولكنهما يختلفان إلى حد ما عن الأم. أو قد تنقسم الخلية الأم P بشكل غير متساو إلى خليتين جديدتين تختلف كل منهما عن الأخرى وكذلك عن الأم.
عادة ما يكون لأي خلية ابنة قدرات متخصصة جديدة وإذا كانت قادرة على تقسيمها فسوف تشكل سلالة فرعية جديدة. قد يكون اختلاف الخلية البنت عن الأم كبيرًا، ولكنه قد يكون أيضًا أقل من ذلك بكثير، بل قد يكون خفيًا. ما الخلية الأم P لا يفعل هو الانقسام إلى خليتين P الأم الجديدة أو أم وابنة. هذه مسألة مراقبة حيث من المعروف أن هذه الخلايا السلفية المحدودة لا تتجدد ذاتيًا.
- هناك نوع من الاستثناء عندما تنقسم الخلايا الوليدة على مستوى معين من السلالة عدة مرات لتشكيل خلايا أكثر تشابهًا على ما يبدو، ولكن بعد ذلك سيحدث المزيد من التمايز والانقسام حتما، حتى يتم الوصول إلى مرحلة نهائية لا يمكن أن يحدث فيها مزيد من الانقسام وسلالة نوع الخلية ناضجة أخيرًا. مثال على النضج هو خلية بلازما، من سلالة الخلايا البائية، والتي تنتج جسمًا مضادًا غزيرًا، لكنها لا تستطيع الانقسام وتموت في النهاية بعد بضعة أيام أو أسابيع.
- يتمايز السلف CLP للفأر أو السلف MLP للإنسان في الخلايا الليمفاوية من خلال أن يصبح أولاً أرومات ليمفاوية (علم المناعة الطبي، ص. 10). ثم تنقسم عدة مرات لتصبح خلية برولية لها علامات سطح خلوي محددة فريدة إما لخلية (1) تائية أو (2) خلية ب. يمكن أن يتمايز السلف أيضًا إلى (3) خلايا قاتلة طبيعية (NK) و (4) خلايا شجيرية.
- تعد الخلايا التائية والخلايا البائية والخلايا القاتلة الطبيعية (وجميع الخلايا اللمفاوية الفطرية الأخرى) فريدة من نوعها لعائلة الخلايا الليمفاوية، لكن الخلايا المتغصنة ليست كذلك. تنتشر الخلايا المتغصنة ذات المظهر المتماثل ولكن علامات مختلفة في جميع أنحاء الجسم، وتأتي من سلالات ليمفاوية ونقوية، ولكن قد يكون لهذه الخلايا مهام مختلفة إلى حد ما وقد تستوعب بشكل تفضيلي في مواقع مختلفة.[10] (مراجعة في ضوء بحث جديد) هذا سؤال مفتوح الآن؛ أيضًا، قد يكون لسلالات الخلايا التغصنية المختلفة «مهام» مختلفة وتبقى في «مواقع» مختلفة.[11]

لا يمكن تمييز الخلايا الليمفاوية T و B تحت المجهر. تعتبر الخلايا B و T غير النشطة عديمة الملامح مع عدد قليل من العضيات السيتوبلازمية والكروماتين غير النشط في الغالب لدرجة أنه حتى ستينيات القرن الماضي كان بإمكان الكتب المدرسية أن تصف هذه الخلايا، التي أصبحت الآن المحور المركزي لعلم المناعة، بأنها ليس لها وظيفة معروفة! 
ومع ذلك، فإن الخلايا الليمفاوية T و B هي سلالات خلوية متميزة للغاية و «تنمو» في أماكن مختلفة من الجسم. يؤدون وظائف مختلفة تمامًا (على الرغم من التعاون) في الجسم. لم يتم العثور على أي دليل على الإطلاق على أن الخلايا التائية والخلايا البائية يمكن أن تتحول فيما بينها. تتميز الخلايا التائية والخلايا البائية بأنها مختلفة كيميائيًا وينعكس ذلك في العلامات والمستقبلات المختلفة التي تمتلكها على أسطح خلاياها. يبدو أن هذا صحيح في جميع الفقاريات، على الرغم من وجود اختلافات كثيرة في التفاصيل بين الأنواع.
- بغض النظر عما إذا كان CLP (الماوس) أو MLP أو مجموعة صغيرة من الخلايا السلفية ذات الصلة الوثيقة تحصل على الفضل في توليد وفرة من الخلايا الليمفاوية، لا يزال بإمكان نفس السلالات اللمفاوية توليد بعض الخلايا التي يمكن تحديدها بوضوح النخاعي.

### تكون اللمفاويات للخلايا التائية
تتشكل الخلايا التائية في نخاع العظم ثم تهاجر إلى قشرة الغدة الصعترية لتخضع للنضج في بيئة خالية من المستضدات لمدة أسبوع تقريبًا حيث تنجح فقط 2-4٪ من الخلايا التائية. ما تبقى من 96-98٪ من الخلايا التائية تموت بسبب موت الخلايا المبرمج وتبلعم بواسطة الضامة في الغدة الصعترية. تموت العديد من الخلايا التوتية (الخلايا التائية) أثناء عملية النضج نظرًا لوجود فحص مكثف للتأكد من أن كل خلية الغدة الصعترية لديها القدرة على التعرف على الببتيد الذاتي: معقد معقد التوافق النسيجي الكبير الذاتي  وللتسامح مع الذات. تموت الخلية التوتية المبرمجة ويتم إعادة تدويرها بسرعة.
عند النضج، هناك عدة أشكال من الخلايا التوتية بما في ذلك 
- T-helper (ضروري لتنشيط الخلايا الأخرى مثل الخلايا البائية والضامة)،
- T- السامة للخلايا (التي تقتل الخلايا المصابة بالفيروس)،
- الذاكرة التائية (الخلايا التائية التي تتذكر المستضدات التي واجهتها سابقًا)، و
- الخلايا التائية القاتلة (التي تخفف الاستجابة المناعية للكريات البيض الأخرى). تسمى أيضًا الخلايا التائية التنظيمية (Tregs)

عندما يتم تنشيط الخلايا التائية فإنها تخضع لسلسلة أخرى من التطورات. تخضع الخلايا اللمفاوية التائية الصغيرة للراحة بسرعة للتحول المولِّد للورم إلى خلية ليمفاوية كبيرة (13-15 ميكرومتر). ثم تنقسم هذه الخلايا الليمفاوية الكبيرة (المعروفة في هذا السياق باسم الخلايا الليمفاوية) عدة مرات لإنتاج مجموعة موسعة من الخلايا الليمفاوية المتوسطة (9-12 ميكرومتر) والخلايا الليمفاوية الصغيرة (5-8 ميكرومتر) بنفس خصوصية المستضد. مرة أخرى، لا يمكن تمييز الخلايا اللمفاوية التائية النشطة والمتباينة من الناحية الشكلية عن الخلايا الليمفاوية الصغيرة المريحة. وبالتالي يمكن ملاحظة الحالات التنموية التالية بالتسلسل في اختبارات الدم:
1. الخلايا اللمفاوية
2. اللمفاويات الكبيرة
3. اللمفاويات الصغيرة

الخريطة الأساسية لتكوين اللمفاويات في الخلايا التائية
هذه الخريطة الأساسية لتشكيل الخلايا التائية، بالتسلسل، مبسطة وتشبه أوصاف الكتب المدرسية، وقد لا تعكس أحدث الأبحاث. (علم المناعة الطبية، ص. 119)
- MLP
- ETP
- DN1
- (ب؛ Mφ)
- DN2
  - (DC ، NK)
- DN3
  - (γδ)
- DN4
- موانئ دبي
  - (TNK ، CD4 ، CD8 ، Treg)

في المحيط
- (Th1؛ Th2)

#### تطور الخلايا التائية
على عكس الأنساب اللمفاوية الأخرى، يحدث تطور الخلايا التائية بشكل حصري تقريبًا في الغدة الصعترية. لا يحدث التكوُّن اللمفاوي التائي تلقائيًا ولكنه يتطلب إشارات متولدة من خلايا انسجة الغدة الصعترية. تم تحديد العديد من المراحل التي يلزم فيها المنظمون وعوامل النمو المحددة للمضي قدمًا في تطوير الخلايا التائية. في وقت لاحق في تطور الخلايا التائية ونضجها، تُستخدم هذه العوامل التنظيمية نفسها مرة أخرى للتأثير على تخصص الخلايا التائية.
تعتبر الخلايا التائية فريدة من نوعها بين مجموعات الخلايا الليمفاوية في قدرتها على التخصص بشكل أكبر كخلايا ناضجة وتصبح أكثر نضجًا. وتأتي الخلايا التائية بنكهات عديدة، على سبيل المثال: خلايا TcRαβ T التقليدية؛ ما يسمى بالخلايا TcRγδ T غير التقليدية؛ خلايا NKT والخلايا التنظيمية T (Treg). التفاصيل المتعلقة بدورة التطور والحياة للخلايا التائية غير التقليدية أقل وصفًا مقارنة بالخلايا التائية التقليدية.
مراحل نضوج الخلايا التائية
المرحلة الأولى: هجرة الغدة الصعترية
تدخل السلالات الليمفاوية متعددة القدرات (MLP) مسار الخلايا التائية عندما تهاجر إلى الغدة الصعترية. الخلايا الأكثر بدائية في الغدة الصعترية هي أسلاف الخلايا الصعترية المبكرة (ETP)، والتي تحتفظ بجميع الإمكانات اللمفاوية والنخاعية ولكنها موجودة فقط بشكل عابر، وتتمايز بسرعة إلى سلالات T و NK. (علم المناعة الطبية، ص. 118)
المرحلة الثانية: التوسع التكاثري والالتزام بالنسب T.
يحدث الالتزام النهائي لسلالة الخلايا التائية داخل البيئة الدقيقة للغدة الصعترية، وهي الهياكل المجهرية للغدة الصعترية حيث تتم رعاية الخلايا التائية. تحتفظ الخلايا التائية الأكثر بدائية بقدرة تعدد القدرات ويمكن أن تتمايز إلى خلايا من الأنساب النخاعية أو اللمفاوية (الخلايا البائية أو الخلايا التائية أو الخلايا القاتلة الطبيعية).
تتمتع الخلايا التائية السالبة المزدوجة الأكثر تمايزًا (خلايا DN2) بإمكانية محدودة بدرجة أكبر ولكنها لم تقتصر تمامًا على سلالة الخلايا التائية (لا يزال بإمكانها التطور إلى خلايا DC أو T أو خلايا NK). في وقت لاحق، يلتزمون تمامًا بنسب الخلايا التائية - عندما تشغل الخلايا الغدة الصعترية التي تعبر عن مستقبلات Notch1 الخلايا اللحمية الصعترية التي تعبر عن روابط Notch1 ، تصبح الخلايا التوتية ملتزمة أخيرًا بنسب الخلايا التائية. انظر صورة المعرض «سلبيات مزدوجة»
مع الالتزام بسلالة الخلايا التائية، تبدأ عملية معقدة للغاية تعرف باسم إعادة ترتيب الجينات TcR. هذا يخلق تنوعًا هائلاً من الخلايا التائية الحاملة لمستقبلات المستضد. بعد ذلك، تترك بعض الخلايا التائية الغدة الصعترية لتهاجر إلى الجلد والأغشية المخاطية.
المرحلة الثالثة: الاختيار β
المرحلة الرابعة: اختيار مستقبلات الخلايا التائية
فقط 2 ٪ إلى 3 ٪ من الخلايا التوتية المتمايزة، تلك التي تعبر عن TcR القادرة على التفاعل مع جزيئات معقد التوافق النسيجي الكبير، ولكنها تتسامح مع الببتيدات الذاتية،[بحاجة لشرح] البقاء على قيد الحياة في عملية الاختيار في المرحلة الرابعة.
المرحلة الخامسة: استمرار التمايز في المحيط
كان يعتقد سابقًا أن الغدة الصعترية البشرية ظلت نشطة كموقع لتمايز الخلايا التائية فقط حتى مرحلة البلوغ المبكرة، وأنه في وقت لاحق في حياة البلوغ، ربما يتلاشى ضمور الغدة الصعترية. تشير التقارير الأخيرة إلى أن الغدة الصعترية البشرية نشطة طوال حياة البلوغ. وبالتالي، قد تساهم عدة عوامل في إمداد الخلايا التائية في حياة البالغين: التكاثر في الغدة الصعترية، والتمايز خارج الغدة الصعترية، وحقيقة أن خلايا الذاكرة التائية طويلة العمر وتبقى على قيد الحياة لعقود.

#### أنواع الخلايا التائية
- الخلايا التائية غير التقليدية

تؤدي الغدة الصعترية أيضًا إلى ظهور ما يسمى بـ «الخلايا التائية غير التقليدية» مثل الخلايا التائية والخلايا التائية القاتلة الطبيعية (NKT) والخلايا التائية التنظيمية (تريج).
- γδ الخلايا التائية

تمثل الخلايا γδT فقط 1٪ إلى 5٪ من الخلايا التائية المنتشرة، ولكنها وفيرة في الجهاز المناعي المخاطي والجلد، حيث تمثل مجموعة الخلايا التائية المهيمنة. تشارك هذه «الخلايا التائية غير المقيدة مع MHC» في استجابات مناعية أولية محددة، ومراقبة الورم، وتنظيم المناعة، والتئام الجروح.
تم وصف العديد من الاختلافات بين تطور الخلايا αβ و γδ T. يهاجرون من الغدة الصعترية في «موجات» من المجموعات النسيليّة، والتي تعد موطناً لأنسجة منفصلة. على سبيل المثال، يوجد نوع واحد في الدم المحيطي بينما يسود نوع آخر في الأمعاء.
- الخلايا التائية القاتلة الطبيعية

خلايا NKT الإنسان هي فريدة من نوعها السكان ويعتقد أن تلعب دورا هاما في مناعة الورم  ويممونوريغولاتيون.
- الخلايا التنظيمية T

تعتبر "Tregs" بمثابة خلايا T تنظيمية تحدث بشكل طبيعي. تشكل Tregs حوالي 5 ٪ من خلايا CD4 + T المنتشرة. يُعتقد أن هذه الخلايا تمتلك خاصية مناعة ذاتية مهمة من خلال تنظيم الخلايا التائية «ذاتية الحركة» في المحيط. (علم المناعة الطبية، ص. 117-122)

### تكون اللمفاويات للخلايا البائية
تتشكل الخلايا البائية وتنضج في نخاع العظام (والطحال).
من المفيد للذاكرة أن تتشكل الخلايا البائية في نخاع العظام، لكنها مجرد مصادفة منذ أن تمت دراسة الخلايا البائية لأول مرة في جراب فابريسيوس للدجاج ومن هذه الجراب تحصل الخلايا البائية على اسمها.
ثم تغادر هذه الخلايا البائية نخاع العظم وتهاجر إلى الأنسجة اللمفاوية المحيطية، مثل العقدة الليمفاوية. بمجرد دخول العضو اللمفاوي الثانوي، يمكن إدخال الخلية البائية إلى مستضد يمكنها التعرف عليه.
من خلال التعرف على المستضد والتفاعلات الخلوية الأخرى، تنشط الخلية البائية ثم تنقسم وتتمايز لتصبح خلية بلازما. خلية البلازما، وهي منتج نهائي للخلية البائية ، هي خلية إفرازية للأجسام المضادة نشطة للغاية تساعد على حماية الجسم عن طريق مهاجمة المستضد والارتباط به.
حتى بعد عقود عديدة من البحث ، لا يزال هناك بعض الجدل حول المكان الذي تنضج فيه الخلايا البائية و «تكمل تعليمها»، مع احتمال أن يكون الموقع أيضًا جزئيًا عبارة عن أنسجة ليمفاوية حول الأمعاء.
يحدث تكوين اللمفاويات البائية بشكل حصري في نخاع العظام ويتم تصنيع الخلايا الليمفاوية البائية باستمرار طوال الحياة هناك في «بيئة مكروية» تتكون من الخلايا اللحمية، والمصفوفة خارج الخلية، والسيتوكينات وعوامل النمو ، والتي تعتبر ضرورية لتكاثر الخلايا الليمفاوية والبيئية المبكرة والتمايز والبقاء على قيد الحياة. سلائف السلالة.
تظل النسبة النسبية للخلايا السليفة B في نخاع العظم ثابتة إلى حد ما طوال فترة حياة الكائن الحي. هناك مراحل مثل خلايا Pre-BI (5٪ إلى 10٪ من الإجمالي)؛ خلايا ما قبل B-II (60٪ إلى 70٪) بينما تبقى 20٪ إلى 25٪ خلايا ب غير ناضجة. تقول معظم الكتب المدرسية أن الخلايا البائية تنضج في نخاع العظام ، ولكن بشكل عام ، تهاجر الخلايا البائية غير الناضجة إلى الطحال من أجل «التعليم العالي» من نوع ما حيث تمر بمراحل انتقالية قبل النضج النهائي. (علم المناعة الطبية ، ص. 136)
يتم التعرف على الخلايا الليمفاوية B من خلال وجود الغلوبولين المناعي القابل للذوبان G (IgG). هذا هو الغلوبولين المناعي الواقي الأكثر شيوعًا في جسم البالغين. بعد تحفيز المستضد ، تتمايز الخلايا البائية إلى خلايا بلازما تفرز كميات كبيرة من IgG القابل للذوبان. هذه هي المرحلة الأخيرة من تكوين اللمفاويات البائية لكنها النقطة الفاصلة لأن خلايا البلازما يجب أن تصدر جسمًا مضادًا قريبًا من مصدر العدوى ، أو تنشره في الدم لمحاربة العدوى عن بعد أو في جزء لا يمكن الوصول إليه من الجسم.
الخريطة الأساسية لتشكيل اللمفاويات في الخلية البائية

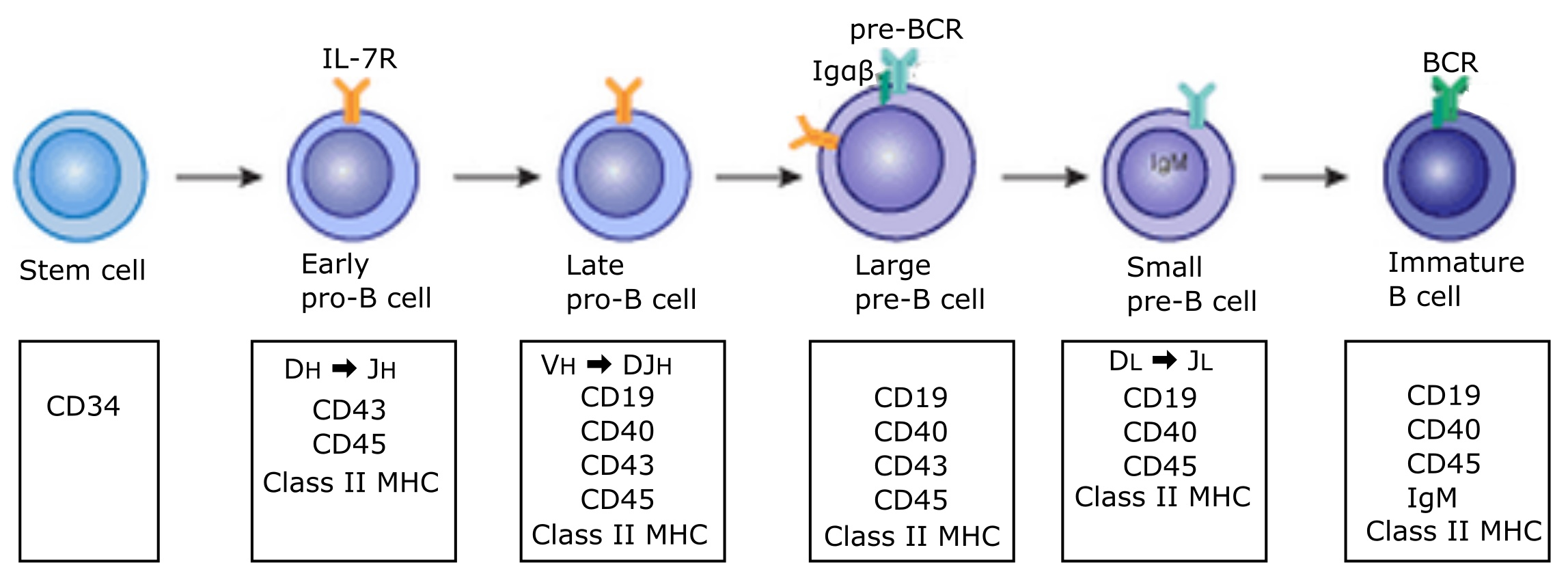
التطور المبكر للخلايا البائية: من الخلايا الجذعية إلى الخلايا البائية غير الناضجة

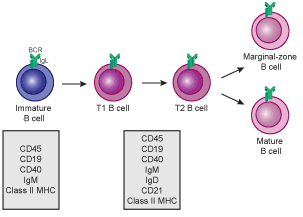
التطور الانتقالي للخلايا B : من الخلية B غير الناضجة إلى الخلية MZ B أو الخلية FO B الناضجة.

إن الخريطة الصحيحة التي تعتبر بشكل عام لتكوين اللمفاويات للخلايا البائية هي كما يلي بالتسلسل ، في جزأين ، الأول في نخاع العظم والثاني في الطحال:. تحدث عملية التطور في نخاع العظام في المراكز الجرثومية
في نخاع العظام
- Pro-B
- ما قبل BI
- Pre-B-II كبير
- صغير Pre-B-II
- غير ناضج)

في الطحال
- T1
- T2 / T3
- (المنطقة الهامشية (MZ)؛ B-1 ؛ B-2)
- تمايز B-2 إلى:
  - (مركز جرمينال (GC)؛ الذاكرة ؛ البلازما)

### تكون اللمفاويات للخلايا القاتلة الطبيعية
الخلايا القاتلة الطبيعية ، التي تفتقر إلى مستقبلات محددة للمستضد ، تتطور في نخاع العظم. بعد النضج والإفراج عن النخاع يتنقلون في الدم خلال حياتهم بحثًا عن فرصة. والفرصة التي يسعون إليها هي مواجهة الخلايا غير الطبيعية والتعرف عليها ثم قتلها مثل السرطان أو الخلايا المصابة بالفيروس. من المعروف أن الخلايا الليمفاوية لا تحتوي أبدًا على حبيبات أو على الأقل لا تحتوي على حبيبات يمكن رؤيتها بسهولة حتى عند تلطيخها. لكن الخلايا القاتلة الطبيعية هي الاستثناء. لديهم العديد من الحبيبات التي توفر قدرتها على قتل الخلايا وهذه الحبيبات هي السبب في أن الخلايا القاتلة الطبيعية لها اسم بديل ، LGL ، الخلايا الليمفاوية الحبيبية الكبيرة.
لا تحتوي الخلايا القاتلة الطبيعية فقط على اسم فيلم جذاب (Natural Killer) ولكنها أيضًا الخلايا الليمفاوية الوحيدة التي تعتبر جزءًا من الجهاز المناعي الفطري (على عكس جهاز المناعة التكيفي. ومع ذلك ، فإنها ترتبط ارتباطًا وثيقًا بالخلايا التائية (جزء من الجهاز المناعي التكيفي) أكثر من ارتباطها بخلايا أخرى في الجهاز المناعي الفطري. لا تشترك الخلايا القاتلة الطبيعية في العديد من الواسمات السطحية والوظائف والأنشطة المشتركة مع الخلايا التائية فحسب ، بل إنها تنشأ أيضًا من سلف T / NK مشترك. يُعتقد أيضًا أن السلائف T / NK هي مصدر مجموعة سكانية فرعية من DC اللمفاوي. (علم المناعة الطبية ، ص. 121)
تحتوي الخلايا القاتلة الطبيعية على تعريف «الرمز الشريطي» مثل الخلايا الليمفاوية CD3 و CD16 + و CD56t. (انظر قسم الباركود من هذه المقالة). يمكن العثور على أسلاف NK بشكل رئيسي في الغدة الصعترية (الفأر)، لكن الغدة الصعترية ليست مطلوبة تمامًا لتطوير NK. من المحتمل أن الخلايا القاتلة الطبيعية يمكن أن تتطور في مجموعة متنوعة من الأعضاء ولكن الموقع الرئيسي لتطور الخلايا القاتلة الطبيعية غير معروف.
في البشر، فإن الغالبية (85-90٪) من خلايا NK لديها القدرة لحل الخلايا عالية (القدرة على ليز الخلايا). مجموعة فرعية أصغر (10-15٪) تسمى NK 'CD56 bright' مسؤولة بشكل رئيسي عن إنتاج السيتوكين وقد عززت البقاء . عند السفر إلى العقد الليمفاوية، تتمايز الخلايا القاتلة الطبيعية «CD56 الساطعة» مرة أخرى إلى خلايا NK ناضجة والتي تعبر عن مستقبلات شبيهة بالجلوبيولين المناعي للخلايا القاتلة (KIR)، ومستقبلات السمية الخلوية الطبيعية (NCR)، وجزيئات الالتصاق الحرجة. (علم المناعة الطبية ، ص. 122)